# Temperatura pseudoekwiwalentna
Temperatura pseudoekwiwalentna (ang. pseudoequivalent temperature, adiabatic equivalent temperature) – umowna temperatura, jaką osiągnęłoby powietrze w teoretycznym procesie, w którym w pierwszym kroku zostaje ono poddane suchoadiabatycznemu rozprężaniu do momentu nasycenia parą wodną. Następnie ulega pseudoadiabatycznemu rozprężaniu, w którym następuje skraplanie pary wodnej i tym samym usunięcie jej z układu. Ostatnim etapem jest suchoadiabatyczne sprężanie powietrza do ciśnienia początkowego. Temperatura powietrza otrzymana w ten sposób jest zawsze wyższa od temperatury ekwiwalentnej. Związana jest też z temperaturą ekwiwalentno-potencjalną, przy której jednak uwzględnia się sprężanie powietrza do ciśnienia standardowego, nie zaś początkowego.